# Aleksandr Fridman
Aleksandr Aleksandrovitj Fridman (Александр Александрович Фридман), född 16 juni 1888 i Sankt Petersburg, död 16 september 1925 i Leningrad, var en rysk matematiker och kosmolog. 
Fridman upptäckte 1922 lösningar till Albert Einsteins allmänna relativitetsteori som tillät ett expanderande universum, vilket bekräftades av Edwin Hubbles mätningar 1929 och numera ingår i Big Bang-teorin. Dessa lösningar upptäcktes senare oberoende av Georges Lemaître. Lösningarna sammanfattas i det som numera inom kosmologin kallas Friedmanns ekvationer. Vidare kallas den rumtid som tidigare kallades Robertson-Walker-metriken numera ofta Friedmann-Lemaître-Robertson-Walker-metriken.
Aleksandr Fridman levde största delen av sitt liv i Sankt Petersburg. Han tjänstgjorde i första världskriget för Ryssland. Han lärde också upp en annan känd fysiker – George Gamow. Fridman dog av tyfus, 37 år gammal.